# Памукчії (Шуменська область)
Памукчі́ї (болг. Памукчии) — село в Шуменській області Болгарії. Входить до складу общини Новий Пазар.

## Населення
За даними перепису населення 2011 року у селі проживали 1124 особи.
Національний склад населення села:
| Національність   | Кількість осіб | Відсоток |
| ---------------- | -------------- | -------- |
| турки            | 854            | 76,3%    |
| болгари          | 198            | 17,7%    |
| цигани           | 61             | 5,5%     |
| Всього відповіли | 1119           |          |

Розподіл населення за віком у 2011 році:
Динаміка населення: